# 全翼型無人機（実験機）
川崎 全翼型無人機（実験機）
岐阜かかみがはら航空宇宙博物館にて展示される全翼型無人機（実験機）
- 用途：実験用航空機
- 分類：無人航空機
- 製造者：川崎重工業
- 運用者：川崎重工業
- 初飛行：2020年7月
- 運用状況：退役

全翼型無人機（実験機）（ぜんよくがたむじんき（じっけんき））は、日本の川崎重工業航空宇宙システムカンパニーが開発した実験目的の無人航空機。

## 経緯
川崎は、無人機で全翼機形式を採用した場合でも十分な飛行安定性を得るための技術を確立すべく、2016年（平成28年）より社内研究として全翼型無人機の開発を行った。
推進・航法・操縦の各系統ごとの単体機能試験、シミュレータ試験を経て、完成した実機を用いたHILS試験へと段階を進め、2019年（令和元年）10月には鹿部飛行場での地上走行試験にて、滑走路内で位置を保持するための地上誘導制御則に加えて、加速・ブレーキ性能の確認を行った。翌2020年（令和2年）7月には大樹町多目的航空公園で飛行試験を実施し、離陸上昇から旋回・巡航、着陸後の地上誘導に至るまで、事前の想定通りの自動飛行に成功した。これをもって、研究対象だった自動飛行制御技術は実証・確立に至ったと判断された。
なお、川崎ではこの機体を将来の戦闘支援型無人機に繋がる自律飛行実証機としても位置づけている。

## 機体
機体は、超音速飛行能力を持つ全翼型無人機を想定実機とした上で、搭載エンジンとして選択された模型飛行機用ターボジェットエンジンでも飛行できる規模に収めるため、想定実機の20パーセントのサイズで製作された。飛行時の荷重に耐える強度と軽量化を両立させるため、複合材と発泡材を主な材質としている。着陸脚は前脚式。
航法系統として、全球測位衛星システムの信号と慣性センサを併用する複合慣性基準センサ、機首の5孔ピトー管を計測器とするエア・データ・センサ、赤外線LEDを用いた対地高度計、温度センサを備え、これらが得た航法データは飛行制御計算機に送られる。飛行制御計算機は、安定性などの飛行特性を強調するインナーループ、自動操縦に際して飛行経路の維持などを行うアウターループ、離着陸といった各飛行フェーズごとに制御則を対応したものへと切り替えるモード・ロジックの3機能を主に担い、加えて機体の異常診断も実施している。うちアウターループにおいては、高度信号を垂直経路制御の、緯度・経度信号を水平経路制御に用いており、速度制御はあらかじめフライトプラン内で設定する形が取られる。操舵においては、主翼後縁のエレボンとエルロンをピッチおよびロールの、外翼のスポイラをヨーの制御に使用する。
付随する地上器材として、発進・停止やフライトプランの指示、機体データや警報のモニタリングに用いられる地上管制装置とデータリンク装置に加えて、自動操縦不能となる故障が生じた際に使用される遠隔操縦器材が準備されている。さらに、トラブルで試験エリアを離れた場合や、遠隔操縦での飛行も不可能となった場合に備えてパラシュートも装備されており、これの開傘指示は手動の他に、飛行制御計算機や地上管制装置が自動的に判断して発することもある。また、離陸中止や着陸時のゴーアラウンドの判断も自動で行われる。

## 諸元
出典：「全翼型無人機の飛行制御則設計と飛行実証試験」 1,2頁。
- 全長：2.9 m
- 全幅：2.4 m
- 全高：0.7 m
- 離陸重量：75.7 kg
- エンジン：模型飛行機用小型ターボジェット（推力300 N） × 1[2][7]
- 乗員：0名